# سیسیلیا پین گیپچکن
سسیلیا هلنا پین-گاپوشکین (نای پین؛ ۱۰ مه ۱۹۰۰–۷ دسامبر ۱۹۷۹) ستاره‌شناس و اخترفیزیکدان آمریکایی متولد بریتانیا بود که در پایان‌نامه دکتری خود در سال ۱۹۲۵ پیشنهاد داد که ستارگان از هیدروژن و هلیوم تشکیل شده‌اند.  نتیجه‌گیری او در ابتدا رد شد زیرا جامعه علمی آن زمان که معتقد بود هیچ تفاوت اساسی بین خورشید و زمین وجود ندارد. مشاهدات مستقل سرانجام ثابت کرد که حق با اوست.

## اوایل زندگی
سیسیلیا هلنا پین یکی از سه فرزندی بود که در وندور در باکینگهامشایر انگلستان متولد شد، اما لئونورا هلنا (زادهٔ پرتز) و ادوارد جان پین، وکیل دادگستری لندن، مورخ و موسیقیدان که از اعضای آکسفورد بود. مادرش، اما لئونورا هلنا پرتز، از خانواده پروس بود و دو عموی برجسته داشت، مورخ جورج هاینریش پرتز و نویسنده سوئدی بورگ جیمز جان گارت ویلکینسون؛ خواهرش فلورانس پیانیست بود. پدر سیسیلیا پین در چهار سالگی درگذشت و مادرش را مجبور کرد که خانواده را به تنهایی بزرگ کند. سیسیلیا پین مدرسه خود را در وندوور در مدرسه ای خصوصی که توسط الیزابت ادواردز اداره می‌شد، آغاز کرد. وقتی دوازده ساله بود، مادرش به دلیل تحصیل برادر سیسیلیا، همفری، که بعداً باستان‌شناس شد، به لندن نقل مکان کرد. سیسیلیا در کالج سنت مری، پدینگتون تحصیل کرد، جایی که نتوانست ریاضیات یا علوم زیادی را مطالعه کند، اما در سال ۱۹۱۸ مدارس مدرسه دخترانه سنت پل را تغییر داد. گوستاو هولست، که در مدرسه به تدریس موسیقی مشغول بود، از وی خواست در حرفه موسیقی فعالیت کند، اما ترجیح داد تمرکز خود را بر روی علم بگذارد. سال بعد او بورسیه تحصیلی را دریافت کرد که تمام هزینه‌هایش را در کالج نیوهام، دانشگاه کمبریج پرداخت، جایی که در ابتدا گیاه‌شناسی، فیزیک و شیمی خواند، اما پس از سال اول گیاه‌شناسی را رها کرد. علاقه او به نجوم پس از حضور در سخنرانی آرتور ادینگتون در سفر ۱۹۱۹ او به جزیره پرنسیپ در خلیج گینه در ساحل غربی آفریقا برای مشاهده و عکاسی از ستارگان نزدیک به یک خورشید گرفتگی به عنوان آزمایش آلبرت اینشتین، آغاز شد. او در مورد این سخنرانی گفت: "نتیجه یک تغییر کامل در تصویر جهان من بود." اما به دلیل جنسیت مدرکی دریافت نکرد. کمبریج تا سال ۱۹۴۸ به زنان مدرکی اعطا نمی‌کرد. پین متوجه شد که تنها گزینه شغلی او در بریتانیا معلم شدن است، بنابراین به دنبال کمک‌های بلاعوض بود که بتواند به ایالات متحده برود. پس از معرفی به هارلو شپلی، مدیر رصدخانه کالج هاروارد، جایی که او به تازگی برنامه فارغ‌التحصیلی نجوم را ایجاد کرده بود، در سال ۱۹۲۳ انگلستان را ترک کرد. این امر با تشویق زنان به تحصیل در رصدخانه امکان‌پذیر شد. پین پس از آدلاید ایمز، دومین دانشجوی بورسیه بود.

## پایان‌نامه دکتری
شپلی پین را متقاعد کرد که پایان‌نامه دکتری بنویسد و بنابراین در سال ۱۹۲۵ او اولین فردی بود که از کالج رادکلیف دانشگاه هاروارد در رشته نجوم دکترا گرفت. عنوان پایان‌نامه او اتمسفر ستاره ای بود. پین با استفاده از نظریه یونیزاسیون که توسط فیزیکدان هندی Megnad Saha توسعه یافته بود، توانست طبقه‌های طیفی ستارگان را با دمای واقعی آنها مرتبط کند. او نشان داد که تنوع زیاد در خطوط جذب ستاره ای به دلیل میزان متفاوت یونیزاسیون در دماهای مختلف است، نه به دلیل مقادیر مختلف عناصر. او دریافت که سیلیکون، کربن و سایر فلزات رایج که در طیف خورشید دیده می‌شوند تقریباً به همان نسبت نسبی روی زمین وجود دارد. بر خلاف اعتقاد پذیرفته شده آن زمان، که بر این باور بود که ترکیبات عنصری ستارگان تقریباً یکسان است. زمین. با این حال او دریافت که هلیوم و به ویژه هیدروژن بسیار بیشتر است (برای هیدروژن، با ضریب حدود یک میلیون). پایان‌نامه وی به این نتیجه رسید که هیدروژن جزء قریب به اتفاق ستارگان است و آن را فراوان‌ترین عنصر در جهان می‌کند. با این حال، هنگامی که پایان‌نامه پین مورد بررسی قرار گرفت، ستاره‌شناس هنری نوریس راسل، که بر نظریه‌های هنری رولند فیزیکدان آمریکایی پایبند بود، او را از این نتیجه‌گیری که ترکیب خورشید عمدتاً هیدروژن است منصرف کرد زیرا این امر در تضاد با اجماع علمی فعلی مبنی بر شباهت ترکیب عنصر خورشید و زمین بود. در سال ۱۹۱۴، وی در مقاله ای دانشگاهی نوشت: توافق لیست خورشیدی و زمینی به گونه ای است که نظر رولند را بسیار قوی تأیید می‌کند که اگر پوسته زمین تا دمای جو خورشید افزایش یابد، طیف جذب بسیار مشابهی را ایجاد می‌کند. طیف‌های خورشید و سایر ستارگان مشابه بودند، بنابراین به نظر می‌رسید که فراوانی نسبی عناصر در جهان مانند پوسته زمین است. در نتیجه پین نتایج خود را «جعلی» توصیف کرد. چند سال بعد، منجم اتو استروو کار خود را «درخشان‌ترین پایان‌نامه دکتری که تا به حال در نجوم نوشته شده‌است» توصیف کرد. راسل همچنین متوجه شد که او درست می‌گوید وقتی نتایج یکسانی را با روش‌های مختلف به دست آورد. در سال ۱۹۲۹، وی یافته‌های خود را در مقاله ای منتشر کرد که به‌طور مختصر به کار و کشف اولیه پین اذعان داشت.

## حرفه

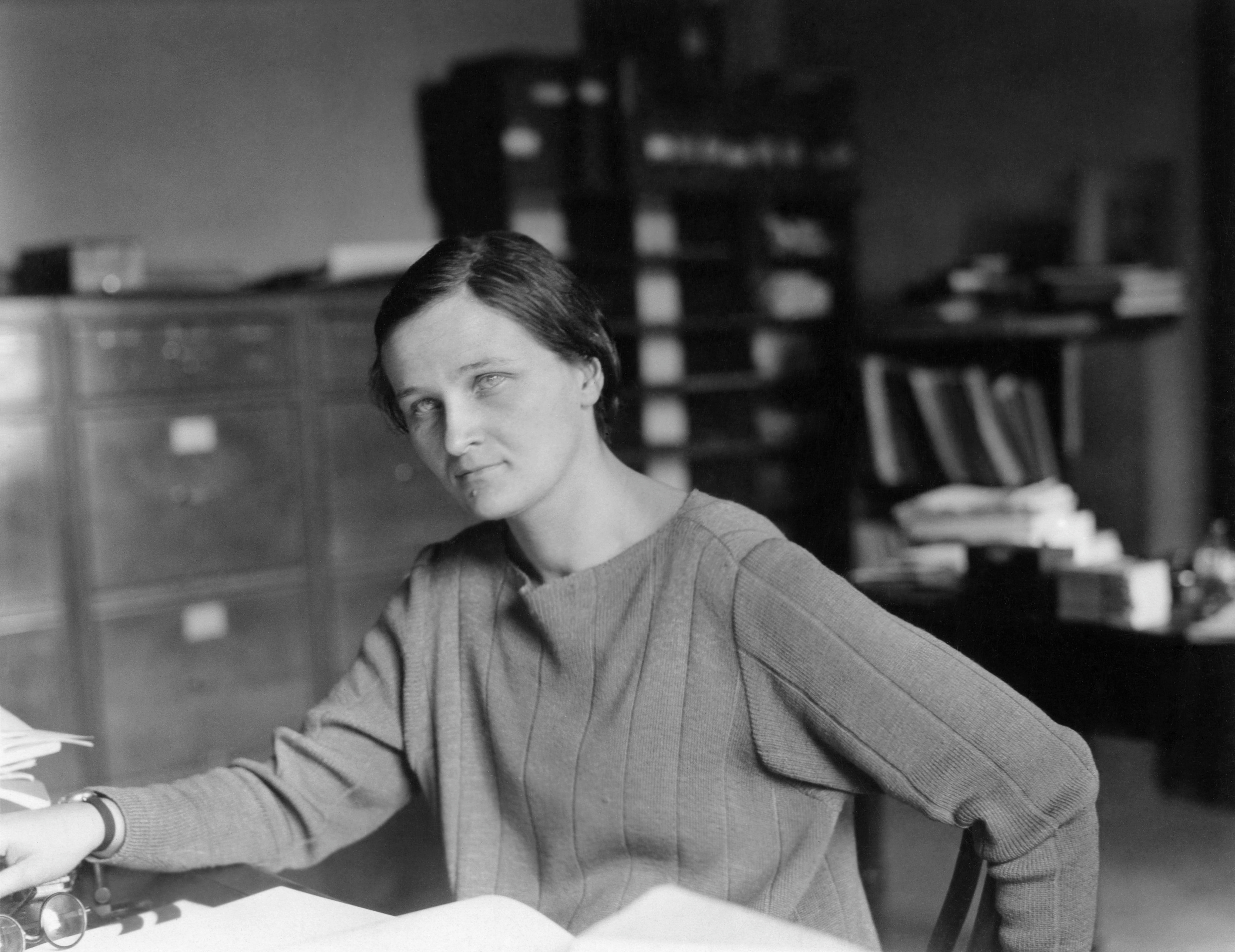
سیسیلیا پین گیپچکن

پس از اخذ مدرک دکتری، پین برای درک ساختار راه شیری ستاره‌هایی با درخشندگی بالا را مطالعه کرد. بعداً او تمام ستارگان درخشان تر از قدر دهم را مورد بررسی قرار داد. او سپس ستارگان متغیر را مطالعه کرد و بیش از ۱٬۲۵۰٬۰۰۰ مشاهدات را با دستیاران خود انجام داد. این کار بعداً به ابرهای ماژلانی گسترش یافت و ۲٬۰۰۰٬۰۰۰ مشاهده دیگر از ستارگان متغیر را اضافه کرد. این داده‌ها برای تعیین مسیرهای تکامل ستاره ای مورد استفاده قرار گرفت. او نتیجه‌گیری‌های خود را در دومین کتاب خود با عنوان ستاره‌های درخشان بالا (۱۹۳۰) منتشر کرد. مشاهدات و تجزیه و تحلیل او از ستارگان متغیر، که با همسرش، سرگئی گاپوشکین انجام شد، پایه و اساس همه کارهای بعدی را بر روی چنین اشیایی قرار داد. پین گاپوشکین در طول زندگی خود از نظر علمی فعال بود و تمام دوران دانشگاهی خود را در هاروارد گذراند. هنگامی که او شروع به کار کرد، زنان از استاد شدن در دانشگاه هاروارد منع شدند بنابراین او سالها را به انجام کارهای تحقیقی کم اعتبار و کم درآمد پرداخت. با این وجود کار او منجر به چاپ چندین کتاب شد. از جمله ستاره‌های درخشان بالا (۱۹۳۰)، ستاره‌های متغیر (۱۹۳۸) و ستاره‌های متغیر و ساختار کهکشانی (۱۹۵۴). شپلی تلاش‌هایی را برای بهبود موقعیت خود انجام داده بود و در سال ۱۹۳۸ عنوان «ستاره‌شناس» به او اعطا شد. به درخواست پین عنوان وی بعداً به فیلیپس ستاره‌شناس تغییر یافت. او در سال ۱۹۴۳ به عضویت آکادمی علوم و هنرهای آمریکا انتخاب شد. دوره‌های وی تا سال ۱۹۴۵ در فهرست دانشگاه هاروارد ثبت نشده بود. وقتی دونالد منزل در سال ۱۹۵۴ مدیر رصدخانه کالج هاروارد شد، سعی کرد انتصاب وی را بهبود بخشد و در سال ۱۹۵۶ او اولین زنی بود که از دانشکده هنرها و علوم هاروارد به عنوان استاد کامل ارتقا یافت. بعداً با انتصاب به ریاست گروه نجوم او همچنین اولین زنی شد که ریاست دپارتمان هاروارد را بر عهده داشت. شاگردان وی شامل هلن سایر هوگ، جوزف اشبروک، فرانک دریک، هارلان اسمیت و پل دبلیو هاج بودند که همگی در نجوم سهم مهمی داشتند. پین-گاپوشکین در سال ۱۹۶۶ از تدریس فعال بازنشسته شد و متعاقباً به عنوان استاد ممتاز هاروارد منصوب شد. او تحقیقات خود را به عنوان یکی از کارکنان رصدخانه اخترفیزیک اسمیتسونیان و همچنین ویرایش مجلات و کتابهای منتشر شده توسط رصدخانه هاروارد به مدت بیست سال ادامه داد.

## میراث
حرفه پین نقطه عطفی در رصدخانه کالج هاروارد بود. تحت هدایت هارلو شپلی و دکتر ای جی شریدان (که پین-گاپوشکین آنها را به عنوان مربی توصیف کرد)، این رصدخانه پیش از این فرصت‌های بیشتری را در زمینه نجوم به زنان نسبت به سایر موسسات ارائه کرده بود و دستاوردهای قابل توجهی در اوایل قرن بدست آمده بود. دنباله ای که وی در جامعه علمی عمدتاً تحت سلطه مردان ایجاد کرد برای بسیاری الهام بخش بود. به عنوان مثال، او الگویی برای فیزیکدان اخترفیزیک جوان فاینمن شد. مادر و مادربزرگ فاینمن او را از پیگیری علم منصرف کرده بودند، زیرا معتقد بودند زنان از نظر جسمی قادر به درک مفاهیم علمی نیستند. فاینمن بعدها هنگامی که با برخی از کارهای خود در یک کتاب درسی نجوم آشنا شد از پین-گاپوشکین الهام گرفت. دیدن تحقیقات پین-گاپوشکین به این ترتیب فاینمن را متقاعد کرد که در واقع می‌تواند از علایق علمی خود پیروی کند. هنگام دریافت جایزه هنری نوریس راسل از انجمن نجوم آمریکا، پین از اشتیاق مادام العمر خود برای تحقیق گفت: "پاداش دانشمند جوان این هیجان احساسی است که اولین فردی در تاریخ جهان است که چیزی را می‌بیند یا چیزی را درک می‌کند. . هیچ چیز نمی‌تواند با آن تجربه مقایسه شود پاداش دانشمند قدیمی این است که ببیند یک طرح مبهم به یک منظره استادانه تبدیل شده‌است. "

## زندگی شخصی
در سال ۱۹۳۱، پین شهروند آمریکا شد. در یک تور در اروپا در سال ۱۹۳۳، او با اخترفیزیکدان روسی‌تبار سرگئی گاپوشکین در آلمان ملاقات کرد. او به وی درگرفتن ویزا به ایالات متحده کمک کرد و آنها در مارس ۱۹۳۴ ازدواج کردند و در شهر تاریخی لکسینگتون، ماساچوست مستقر شدند. پین نام شوهرش را به نام خود اضافه کرد و صاحب سه فرزند شد: ادوارد، کاترین و پیتر. دختر پین از او به عنوان «خیاط الهام گرفته، بافنده مخترع و خواننده خسته کننده» یاد می‌کند. پین و خانواده اش اعضای اولین کلیسای متحد در لکسینگتون بودند جایی که سیسیلیا در مدرسه یکشنبه تدریس می‌کرد. او همچنین با کواکرها فعال بود. او در خانه اش در کمبریج ماساچوست، در ۷ دسامبر ۱۹۷۹ درگذشت. اندکی قبل از مرگ پین زندگی‌نامه خود را به صورت خصوصی با عنوان دست دایر چاپ کرد. بعداً به عنوان سیسیلیا پین گاپوشکین تجدید چاپ شد: زندگینامه و دیگر خاطرات (Cecilia Payne-Gaposchkin: An Autobiography and Other Recollections). برادر کوچکتر پین همفری پین (۱۹۰۲–۱۹۳۶)، که با نویسنده و منتقد فیلم دیلیس پاول ازدواج کرد، مدیر مدرسه باستان‌شناسی بریتانیا در آتن شد. نوه پین سیسیلیا گاپوشکین استاد تاریخ فرهنگی قرون وسطی و تاریخ فرانسه در کالج دارتموث است.